# Cónclave de 1404
El cónclave de 1404, elección papal de la época del Gran Cisma de Occidente, fue convocado luego de la muerte del Papa Bonifacio IX; en su reemplazo es elegido el cardenal Cosme Gentile de Migliorati, que bajo el nombre de Inocencio VII se convirtió en el tercer Papa de la obediencia a Roma.

## Cardenales electores
El Papa Bonifacio murió el 1 de octubre de 1404. Al momento de su muerte, sólo había 12 cardenales del Colegio cardenalicio obediente a Roma. El cargo de Camarlengo de la Santa Iglesia Romana lo tenía en ese momento Corrado Caraccioli, obispo de Mileto.

### Presentes
Nueve cardenales participaron en la elección de su sucesor:
- Angelo Acciaioli
- Francesco Carbone Tomacelli, O.Cist., arcipreste de la Basílica Laterana y gran penitenciario.
- Angelo d'Anna de Sommariva, O.S.B.Cam.
- Enrico Minutolo, arcipreste de la Basílica Liberiana y camarlengo del Colegio Cardenalicio.
- Cosimo Gentile de Migliorati. Elegido como Inocencio VII.
- Cristoforo Maroni, arcipreste de la Basílica Vaticana.
- Antonio Caetani
- Landolfo Maramaldo
- Rinaldo Brancaccio

Todos los electores eran italianos. Cinco de ellos fueron elevados por el Papa Urbano VI, y cuatro por Bonifacio IX.

### Ausentes
Tres cardenales, dos creados por Urbano VI y uno por Bonifacio IX, no participaron en el cónclave:
- Balint Alsani
- Ludovico Fieschi, protodiácono.
- Baldassare Cossa, legado papal en Romaña y Bolonia.

## La elección del Papa Inocencio VII
Varios clérigos y laicos, instaron a los cardenales "romanos" a no elegir un sucesor para Bonifacio IX y reconocer a Benedicto XIII de Aviñón como el legítimo Papa (o, al menos, esperar a su muerte y luego elegir al nuevo Papa, junto con sus seguidores). Entre los partidarios de este punto de vista estaba el cardenal protodiácono Ludovico Fieschi, que no asistió al cónclave, y luego, no reconoció sus resultados.
A pesar de ello, nueve cardenales presentes en Roma entraron al cónclave el 10 de octubre. Inicialmente, suscribieron una capitulación cónclave, lo que obligó a optar por hacer todo lo posible, incluso la abdicación, con el fin de restaurar la unidad de la Iglesia. Después de siete días de deliberaciones el cardenal Cosme Gentile de Migliorati fue elegido por unanimidad y tomó el nombre de Inocencio VII. Cinco días después, el cardenal Fieschi abandonó oficialmente la obediencia a Roma, y reconoció a Benedicto XIII como verdadero Papa, por lo que el rito de la coronación papal fue llevada a cabo el 11 de noviembre por el nuevo protodiácono Landolfo Maramaldo.

## Sitios externos
- Salvador Miranda: Lista de participantes del cónlcave papal de 1404
- Cónclave de 1404

- Datos: Q111642